# Bisco Hatori
葉鳥ビスコ
Œuvres principales
Première œuvre : Isshunkan no romance
Autres ouvrages :
- Love egoist
- Sennen no yuki
- Host Club

Bisco Hatori (葉鳥ビスコ, Hatori Bisuko), née dans la préfecture de Saitama le 30 août 1975 au Japon, est une mangaka.

## Biographie
Bisco Hatori est un pseudonyme. Elle commence sa carrière de mangaka en 1999 avec le shōjo manga Isshunkan no romance prépublié dans le magazine japonais LaLa DX. Sa première série Sennen no yuki, en deux volumes, est publiée dans le magazine LaLa en 2001 et 2002. Elle publie ensuite son premier succès : Host Club, prépublié dans le magazine LaLa depuis 2002. La popularité du manga lui vaut une adaptation en animé par les Studio Bones en 2006 et en série live en 2011 sur la chaîne japonaise TBS. Sa série Sennen no yuki se voit compléter par deux volumes en 2013 et 2014. Entre 2014 et 2018, son manga Urakata !! est prépublié dans le magazine LaLa.